# Henri Daniel Guyot (1836-1912)
Henri Daniel Guyot (Nijmegen, 7 mei 1836 - Den Haag, 6 mei 1912) was een Nederlands marineofficier en politicus.

## Familie
Guyot was een zoon van Paul Charles Guillaume Guyot, officier, instructeur bij de KMA te Breda en wethouder van Den Haag, en Henriëtte Jacqueline van Noort. Hij was een kleinzoon van Henri Daniel Guyot (1753-1828). Hij trouwde in 1871 met Antoinette Uhlenbeck (1842-1923), dochter van vice-admiraal Olke Arnoldus Uhlenbeck.

## Loopbaan
Guyot volgde de officiersopleiding aan de Koninklijke Militaire Academie te Breda (1850-1853) en had vervolgens een loopbaan als marineofficier, met de rang van luitenant-ter-zee tweede klasse (1856), luitenant-ter-zee eerste klasse (1866), kapitein-luitenant-ter-zee (1875), kapitein-ter-zee (1882) en schout-bij-nacht b.d. titulair (vanaf 1886).
Hij was adjudant van de directeur/commandant van Willemsoord (vanaf 1856) en adjudant van zijn (latere) schoonvader vice-admiraal Uhlenbeck (1870-1872). Hij was in actieve dienst in Atjeh (1873). Guyot werd omstreeks 1880 hoofd van de eerste afdeling bij het departement van Marine in Nederlands-Indië en was later chef van de afdeling personeel bij het ministerie van Marine (1883-1886). In 1886 ging hij met pensioen. Hij was bestuurslid van het door zijn grootvader gestichte doveninstituut in Groningen.
Van 19 november 1889 tot 20 maart 1894 en 16 mei 1894 tot 21 september 1897 was hij lid van de Tweede Kamer der Staten-Generaal. Hij sprak in de Tweede Kamer vooral over militie- en vlootaangelegenheden.
Guyot overleed, één dag voor zijn 76e verjaardag, nadat hij op de Groot Hertoginnelaan in Den Haag was aangereden door de stoomtram.
- Biografisch Portaal: 11091630
- Nederlandse Thesaurus van Auteursnamen: 07468146X
- Parlement.com: vg09ll1agmvj
- Virtual International Authority File: 7763247
- WorldCat: E39PBJhd9vH8tPBjprhyhpXcfq